# مريم (مسلسل)
مريم (بالإنجليزية:Maryam) هو مسلسل من إخراج محمد علي وتأليف أيمن سلامة، تجسد (هيفاء) في المسلسل شخصيتين توأم، الأول تدعى (مريم) وهي سيدة بسيطة وخرساء، تفقد النطق إثر وفاة والدها بعد علمه بزواجها رغم إرادته، وتقع في مشاكل جمة مع زوجها، والأخرى تدعى (ملك) وهي سيدة أعمال تعود من الخارج إلى القاهرة لمتابعة أعمالها وتلتقي رجل الأعمال الملياردير نديم فخري (خالد النبوي)حيث يعيشان قصة حب رائعة.

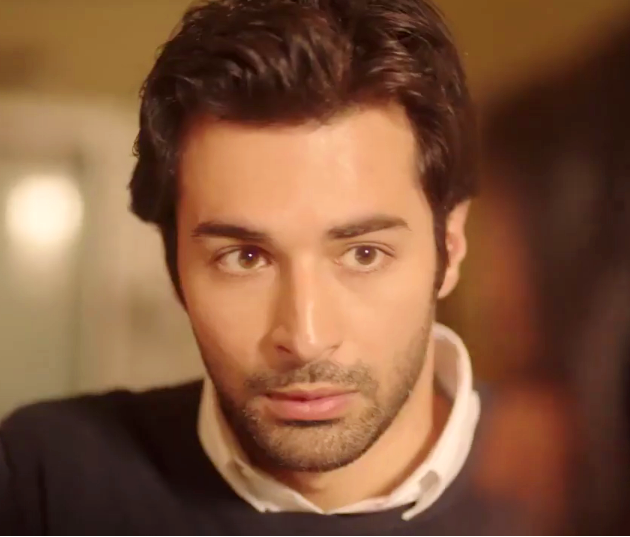
أحمد حاتم

## بطولة
- خالد النبوي (نديم فخري)
- هيفاء وهبي (مريم وملك الجارحي)
- حسن حسني (فهمي الجارحي)
- أحمد حاتم
- ريهام عبد الغفور
- ميمي جمال
- تامر ضيائي
- أمل رزق
- شيرين الطحان
- رمزي لينر
- عمر السعيد
- إيناس علي

## هوامش
- خلال التصوير، تعرضت ملابس هيفاء وهبي وريهام عبد الغفور وعمر السعيد للسرقة.
- بدأ تصوير المسلسل في فبراير 2015.